# Franz Heilmeier (Politiker)
Franz Heilmeier (* 25. April 1963) ist ein deutscher Kommunalpolitiker der Grünen. Er ist seit 2014 Bürgermeister der Gemeinde Neufahrn bei Freising.

## Leben
Franz Heilmeier wuchs mit vier Geschwistern im Erdinger Holzland auf. Er studierte zunächst Informatik und anschließend Katholische Theologie. Danach begann er sich politisch zu interessieren. 1992 trat er eine Stelle als Pastoralreferent in der Pfarrgemeinde St. Franziskus an. Zwischen 2005 und 2012 leitete er die Hochschulgemeinde Freising-Weihenstephan.
Franz Heilmeier wurde 2014 mit 59,01 % der Stimmen zum ersten Grünen Bürgermeister im Landkreis Freising gewählt.
2020 wurde er mit 50,65 % der Stimmen wiedergewählt und ist seitdem Vorstandsmitglied des Bayerischen Städtetages. 
Franz Heilmeier ist verheiratet und hat drei Kinder.